# Woewodski Island
Woewodski Island is een eiland in de Alexanderarchipel in de Alaska Panhandle in het zuidoosten van Alaska in de Verenigde Staten.

## Geografie
Het eiland wordt gescheiden van Kupreanof Island in het westen door Duncan Canal en door Mitkof Island in het oosten door de Wrangell Narrows. Aan de noordkant staan die twee wateren met elkaar in verbinding met aan de overzijde de Lindenberg Peninsula van Kupreanof Island. Ten zuiden van het eiland ligt Sumner Strait met aan de overzijde Zarembo Island.

## Geschiedenis
Het eiland is vernoemd naar kapitein-luitenant Stepan Vasilivich Woewodski, die van 1854 tot 1859 hoofddirecteur was van de Russisch-Amerikaanse koloniën. De naam verschijnt voor het eerst op een kaart van de Russische Hydrografische Dienst uit 1848 als "O(strov)va Voyevodskago". Eerder noemde G. Lindenberg in 1838 een deel van het eiland "Medvezhiy" (Engels: van de beer). De eerste Europeaan die het eiland zag, was James Johnstone, een van de officieren van George Vancouver tijdens zijn expeditie van 1791-1795 in 1793. Hij omzeilde het eiland en bewees daarmee het insulaire karakter ervan.